# Sisyrinchium elegantulum
Sisyrinchium elegantulum är en irisväxtart som beskrevs av Pierfelice Ravenna. Sisyrinchium elegantulum ingår i släktet gräsliljor, och familjen irisväxter. Inga underarter finns listade i Catalogue of Life.